# بلدة مانيتووك (ويسكونسن)
مانيتووك (بالإنجليزية: Manitowoc (town), Wisconsin)‏ هي بلدة تقع بولاية ويسكونسن في الولايات المتحدة. تبلغ مساحتها 17.6 (كم²)، وترتفع عن سطح البحر 192 م، بلغ عدد سكانها 1073 نسمة في عام 2000 حسب إحصاء مكتب تعداد الولايات المتحدة وتصل الكثافة السكانية فيها 61.1 نسمة/كم2.

## وصلات خارجية
- http://www.townofmanitowoc.org
- The US50 - Cities and Towns in Wisconsin State
- Wisconsin Cities and Towns, Facts, Map, Flag, Colleges, Government, and More